# قزلداش (باکو)
قزلداش (به لاتین: Qızıldaş) یک منطقه مسکونی در جمهوری آذربایجان است که در حومه شهر باکو واقع شده است. قزلداش ۳۸۶۹ نفر جمعیت دارد.